# (29903) 1999 HP9
A (29903) 1999 HP9 a Naprendszer kisbolygóövében található aszteroida. A LINEAR projekt keretében fedezték fel 1999. április 17-én.